# Something Corporate

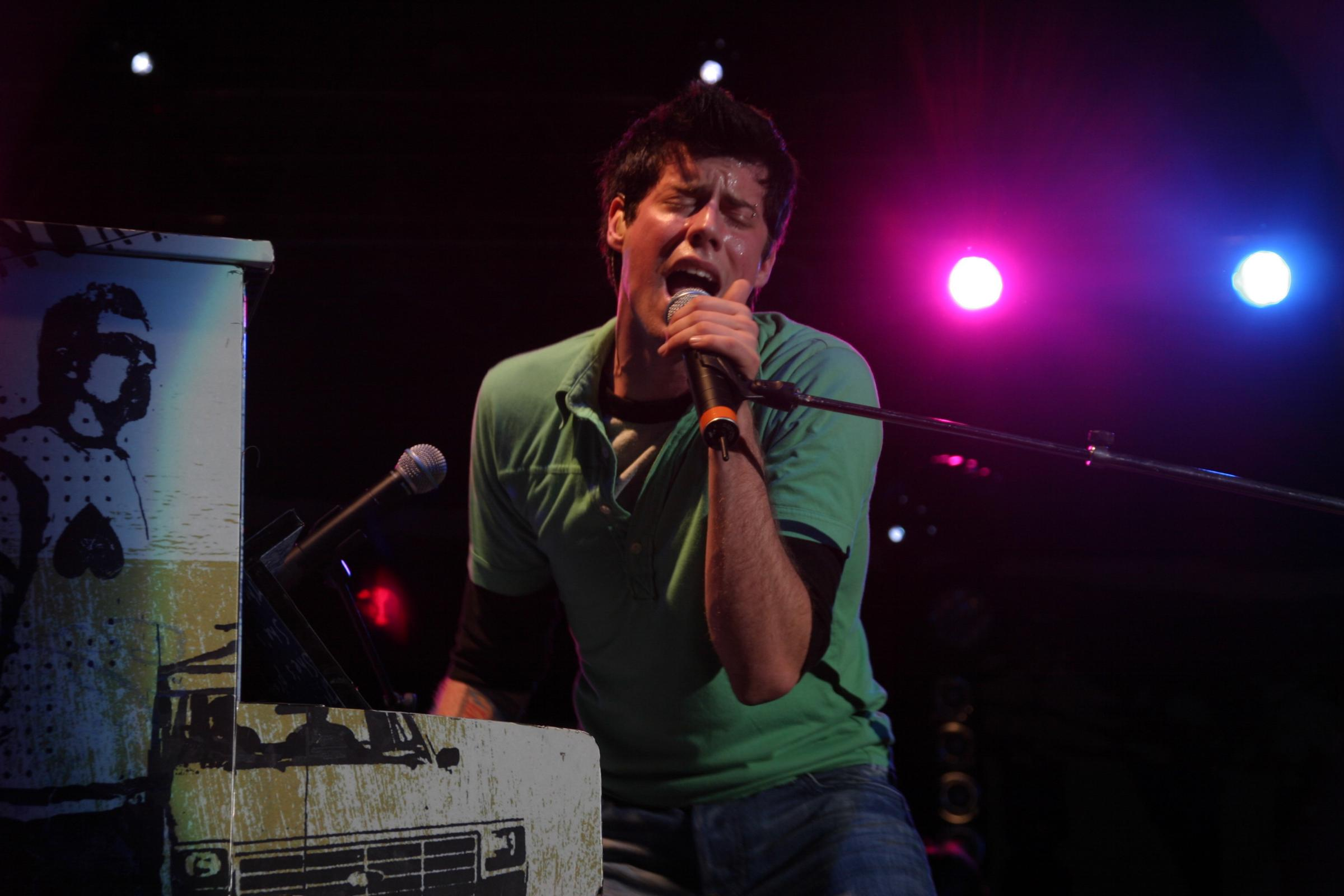
Andrew McMahon

Something Corporate sind eine Rockband aus Orange County (Kalifornien). Während sie sich selbst der Musikrichtung des Piano Rock zuordnen, werden sie im Allgemeinen irgendwo zwischen Pop und Punk eingeordnet. Sie sind momentan bei Drive-Thru Records und Geffen Records unter Vertrag.

## Geschichte
Im September 1998 schlossen sich der Sänger und Pianist Andrew McMahon, Bassist Kevin "Clutch" Page und Drummer Brian Ireland, welche bis dahin als 'Left Behind' musizierten, mit den Gitarristen Josh Partington und Reuben Hernandez zusammen und gründeten damit 'Something Corporate'. Der Bandname ist ein ironisches Statement, mit dem sie ihre Geringschätzung gegenüber der industriellen Fliessbandmusik, der "corporate music", ausdrücken wollen. Die Band veröffentlichte im September 2000 ihre Demo-CD Ready... Break. Am 27. März 2001 gaben Something Corporate offiziell einen Besetzungswechsel bekannt, bei dem Hernandez permanent durch William Tell ersetzt wurde.
Das Quintett unterzeichnete kurz darauf einen Plattenvertrag bei Drive-Thru Records, welche am 2. Oktober 2001 ihr Erstlingswerk 'Audioboxer' veröffentlichten. Die von den Kritikern gefeierte EP mit nur sechs Songs begann bekannt zu werden, nachdem der kalifornische Radiosender KROQ den Song If U C Jordan entdeckt und in die Playlist aufgenommen hatte. Ansonsten wurde die EP promoted mit einer Tour durch die USA, Vorstellungen in Plattenläden von Tower Records und einem Auftritt in Craig Kilborn's Late Night Show am 25. Februar 2002. Der Erfolg der EP und eine Klausel im Vertriebsvertrag mit Drive-Thru Records führten zu einer Vertragsunterzeichnung mit MCA, welche sich später mit Geffen Records zusammenschlossen. Am 21. Mai 2001 veröffentlichten Something Corporate ihr Majorlabel Debütalbum Leaving Trough The Window, mit den Singles "I Woke Up In A Car" und "Punk Rock Princess". Das Album erreichte Platz 1. in den amerikanischen Billboard Heatseekers Charts, Platz 1. in den amerikanischen Billboard Alternative New Artist Charts und Platz 101. in den amerikanischen Billboard 200 Albums Charts. "Punk Rock Princess" schaffte es immerhin auf Platz 33. der UK Single Charts. Um die Zeit bis zum nächsten Album zu verkürzen, veröffentlichten Something Corporate am 5. November 2002 ein halbstündiges Home-Video auf DVD, mit dem Titel A Year In The Life. Die Single Compilation Songs For Silent Movies wurde am 21. Mai 2003 in Japan veröffentlicht.

## Diskografie

### Alben
- 2000: Ready... Break (Coach House Records)
- 2002: Leaving Through the Window (Drive-Thru/MCA Records)
- 2003: North (Drive-Thru/Geffen)
- 2004: Live at the Fillmore (Live-Album, Geffen)
- 2010: Played in Space! (Best-of-Album)

### Singles und EPs
- 2001: Audioboxer (EP, Drive-Thru)
- 2003: If U C Jordan
- 2003: Songs for Silent Movies (EP, Drive-Thru)
- 2003: I Woke Up in a Car
- 2003: Punk Rock Princess
- 2004: Space

### DVDs
- 2002: A Year in the Life
- 2004: Live at the Ventura Theater (Drive-Thru/Geffen)